# Monsieur La Souris (roman de Simenon)
Pour les articles homonymes, voir Monsieur La Souris.
Monsieur La Souris est un roman policier de Georges Simenon, paru en 1938.

## Résumé
Alors qu'il ouvrait la portière d'une voiture stationnant dans le quartier des Champs-Elysées pour demander l'aumône, un clochard, le père La Souris, s'est trouvé devant un cadavre. Un portefeuille est tombé près du corps ; il l'a saisi et s'est enfui. Astucieux, il tait l'affaire, cache le portefeuille, mais remet à la police la somme (environ 150 000 francs, presque tout en dollars), espérant que celle-ci, non réclamée après un an, lui reviendra de droit. Mais il a aussi conservé une photo de femme et une vieille enveloppe à l'adresse d'un personnage mystérieux, Sir Archibald Landsburry. 
L'inspecteur Lognon se met à le filer, découvre les documents et identifie la jeune femme de la photo comme l'amie parisienne d'un grand financier de Bâle, Loëm, qui vient d'être porté disparu : celle-ci ignorait toutefois la véritable personnalité de Loëm. Le commissaire Lucas est mis sur l'affaire qui semble se compliquer sans qu'on ait la moindre trace de la prétendue victime. Dora Staori, fiancée de Müller, l'adjoint de Loëm, le dénonce comme étant le meurtrier. Mais Lucas déjouera l'intrigue : la jeune femme, par l'entremise de son ami, tentait de faire pression sur Loëm afin d'intéresser son père – un avocat compromis – au « Groupe de Bâle ». 
Un seul filon reste, celui du père La Souris, que, selon toute apparence, les assassins cherchent à contacter par le canal des petites annonces. Lognon s'est déjà fait molester par l'un d'eux à la place du vieux clochard. Par contre, Lucas, le lançant une seconde fois comme appât, parvient à arrêter la bande (ils sont trois). Tout va alors s'éclaircir : Loëm possédait un timbre d'une valeur exceptionnelle, le Hawaii 1851, en double exemplaire, et avait décidé de le vendre. L'annonce qu'il avait publiée a donné à des malfaiteurs, parmi lesquels un trafiquant de timbres rares, l'idée d'une escroquerie. Au rendez-vous, ils ont tué Loëm, mais ils ont été aussitôt dérangés par le père La Souris qui a emporté le portefeuille contenant l'enveloppe affranchie du fameux timbre et libellée à l'adresse de Sir Archibald, botaniste anglais du siècle dernier, spécialiste de la flore du Pacifique. Le corps de Loëm ayant disparu après sa découverte par le clochard ne sera retrouvé, méconnaissable, qu'après plusieurs mois, avec sa voiture repêchée dans la Seine. Quant au père La Souris, il n'aura jamais de quoi s'acheter le presbytère désaffecté de son village de Bischwiller-sur-Moder dont il rêvait lorsqu'il montait son stratagème.

## Aspects particuliers du roman
Le récit relate, dans le temps limité d’une enquête policière, l’histoire d’un crime parfait. L’enquête est parfois décrite en conformité avec la personnalité pittoresque du héros principal.

## Fiche signalétique de l'ouvrage

### Cadre spatio-temporel

#### Espace
Paris (quartier des Champs-Elysées, de l’Opéra, de la Madeleine, etc.) 

#### Temps
Époque contemporaine.

### Les personnages

#### Personnage principal
Ugo Mosselbach, Alsacien, surnommé le père La Souris. Clochard, ancien professeur de musique. 68 ans.

#### Autres personnages
- Edgard Loëm, financier suisse,  président du « Groupe de Bâle »
- Frédéric Müller, un des fondés de pouvoir de Loëm
- Dora Satori, fiancée de Müller, fille d’un avocat hongrois
- L’inspecteur Lognon (surnommé par le père La Souris « inspecteur Malgracieux »)
- Le commissaire Lucas.

## Éditions
- Prépublication en feuilleton dans le quotidien Le Jour, n° 66-100 du 7 mars au 10 avril 1937 avec des illustrations de Sogno.
- Édition originale : Gallimard, 1938
- Tout Simenon, tome 21, Omnibus, 2003  (ISBN 978-2-258-06106-4)
- Folio Policier, n° 559, 2009  (ISBN 978-2-070-39961-1)
- Romans durs, tome 4, Omnibus, 2012  (ISBN 978-2-258-09358-4)
- Romans durs, tome 4, Omnibus, 2023  (ISBN 978-2-258-20261-0)

## Adaptations
- Monsieur La Souris par Georges Lacombe (1942), avec Raimu, Aimé Clariond, Charles Grandval, et Micheline Francey

## Source
- Maurice Piron, Michel Lemoine, L'Univers de Simenon, guide des romans et nouvelles (1931-1972) de Georges Simenon, Presses de la Cité, 1983, p. 74-75  (ISBN 978-2-258-01152-6)